# Ранчо-Палос-Вердес
Ранчо-Палос-Вердес (англ. Rancho Palos Verdes) — прибрежный город в округе Лос-Анджелес в штате Калифорния в Соединённых Штатах Америки на берегу Тихого океана.
Согласно данным переписи населения США 2020 года число жителей города 
составляло 42 287 человек, что, для такого небольшого населённого пункта, существенно больше (+ 1.5%), чем было во время предыдущей переписи проводившейся в 2010 году (41 643 человек).

## История
Американский финансист Фрэнк Артур Вандерлип, известный как «Отец города», представлявший группу богатых инвесторов восточного побережья, купил 25 квадратных миль земли на полуострове Палос-Вердес в 1913 году за 1,5 миллиона долларов. Братья Олмстед заключили контракт с Koebig & Koebig на выполнение инженерных работ, включая геодезию и дорожное планирование.

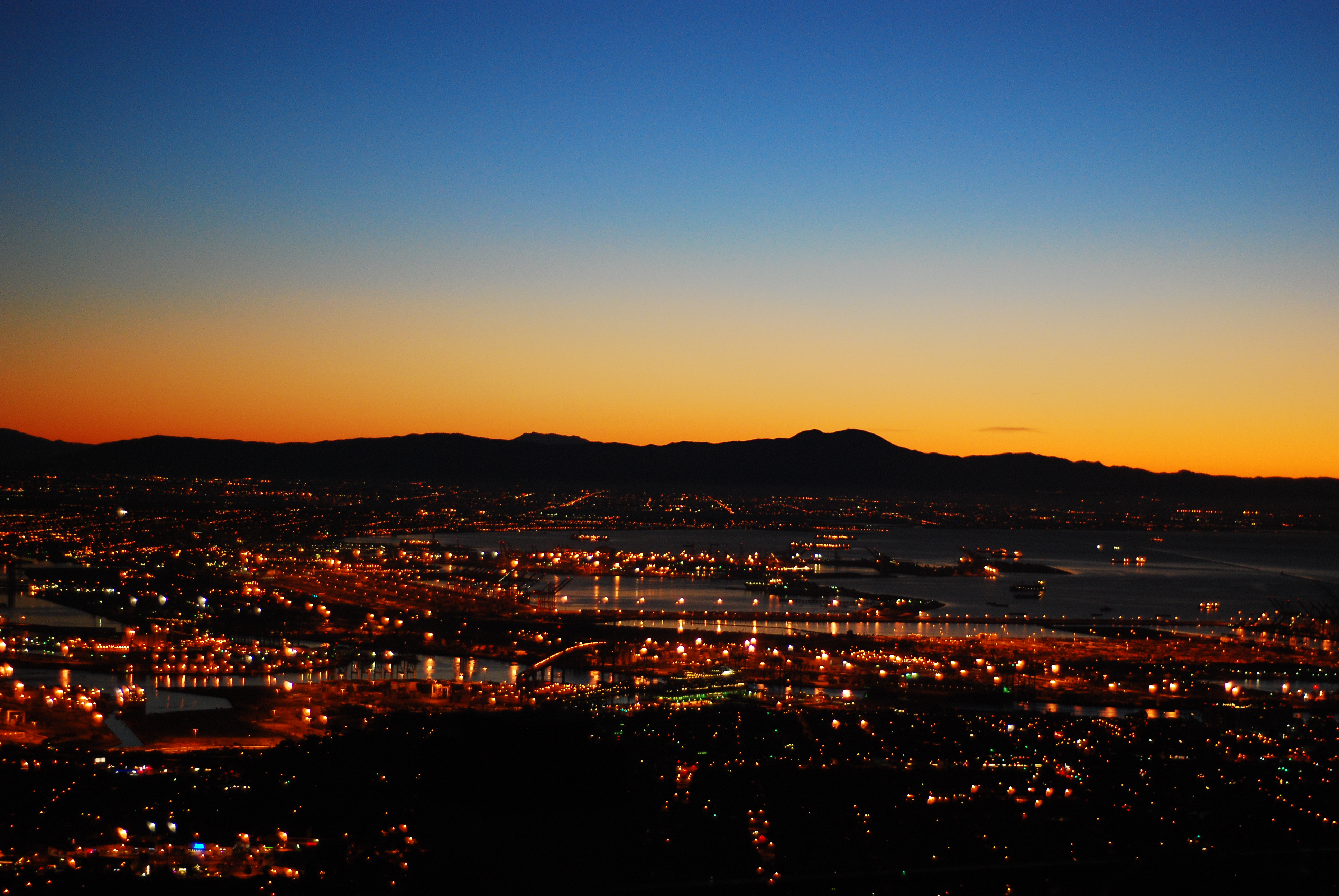
Ночной город

К 1921 году Вандерлип потерял интерес к городу и убедил Эдварда Гарднера Льюиса взять на себя проект с возможностью выкупа собственности за 5 миллионов долларов. Льюис был опытным застройщиком, но у него не было средств для покупки и развития Палос Вердес. Вместо этого он основал траст недвижимости, капитализировав проект путем продажи векселей, которые можно было конвертировать в городскую собственность. По условиям траста Льюис стремился привлечь 30 миллионов долларов на улучшение инфраструктуры, фактически заняв у инвесторов как землю, так и улучшения. Ему удалось привлечь 15 миллионов долларов капитала, но это было намного меньше необходимой суммы. Траст распался, и право собственности на Палос Вердес вернулось к Вандерлипу.
Город Ранчо-Палос-Вердес официально получил статус города 7 сентября 1973 года.
Ныне город прежде всего известен своими обширными природными заповедниками и пешеходными тропами, школьным округом, а также высокой стоимостью недвижимости.

## География
Город Ранчо-Палос-Вердес расположен на утёсах полуострова Палос-Вердес (откуда и часть названия) на берегу Тихого океана, по соседству с тремя другими городами: Палос-Вердес-Эстейтс, Роллинг-Хилс и Роллинг-Хилс-Эстейтс.
Согласно данным Бюро переписи населения США, общая площадь города составляет 13,5 квадратных мили (35 км2) и практически вся эта территория приходится на сушу.